# Osório Borba
José Osório de Morais Borba (Aliança, 16 de janeiro de 1900 — Rio de Janeiro (cidade), 6 de novembro de 1960) foi um político, jornalista e escritor brasileiro. Filho de José Jerônimo da Silva Borba e Ana de Moraes Borba, percussores da usina aliança, cujo nome inicial foi Engenho Laureano, na cidade de Aliança/PE.
Cursou Ciências Jurídicas e Sociais na Faculdade de Direito do Recife e se dedicou a carreira de jornalista.
Em 1933, elegeu-se deputado à Assembléia Nacional Constituinte, na legenda do Partido Social Democrático (PSD) pernambucano, e deputado federal.
Combateu o Estado Novo, ao qual satirizava nos seus artigos na Imprensa. Ligou-se à Esquerda Democrática, grupo da União Democrática Nacional (UDN) que pregava o "espírito social" da legenda, e, com o fim do Governo Vargas, candidatou-se pela ED à Câmara Municipal do Rio de Janeiro. 
Quando a Esquerda Democrática transformou-se em Partido Socialista Brasileiro (PSB), filiou-se à agremiação e por ela concorreu, com o apoio do Partido Comunista do Brasil (PCB), em 1952, à sucessão do governador Agamenon Magalhães, falecido no exercício do mandato. Perdeu para o ex-interventor Etelvino Lins, apoiado por todos os outros partidos. 
Eleito, em 1954, suplente de deputado federal, na legenda do Movimento Popular Autonomista (MPA), ocupou uma cadeira na Câmara, por apenas dois meses, em 1957. 
Em 1959, Andrade Lima Filho escreveu o itinerário de Osório Borba: O Homem que Cuspia Maribondos.
Polemista, Osório também foi um dos que duvidavam da psicografia do médium Francisco Cândido Xavier, acusando-o de fraude literária, sobretudo em relação ao livro Parnaso de Além-Túmulo.

## Livros
- Medalhões e Medalhinhas
- A Comédia Literária
- Sombras no Túnel

★Tradução da obra "La Dame Aux Oeillets" - "A dama dos cravos". 
Tradução de Osorio Borba - 1954. Editora Jose Olimpio - Rio de Janeiro, 1954: CRONIN,  A. J. "A Dama dos Cravos". 1942. (La Dame Aux Oeillets )". 
- http://www.enciclopedianordeste.com.br/biografia-osorio.php Em falta ou vazio |título= (ajuda)
- http://www.alepe.pe.gov.br/sistemas/perfil/links/OsorioBorba.html Em falta ou vazio |título= (ajuda)